# اولا استرومستت
اولّا استرومستت (سوئدی: Ulla Strömstedt؛ ۲۷ نوامبر ۱۹۳۹ – ۱۳ ژوئن ۱۹۸۶) یک هنرپیشه اهل سوئد بود.
از فیلم‌ها یا مجموعه‌های تلویزیونی که وی در آن‌ها نقش داشته است می‌توان به فلیپر و تارزان اشاره نمود.